# Orden del Mérito Agrario, Pesquero y Alimentario
La Orden del Mérito Agrario, Pesquero y Alimentario es una distinción civil española que premia a las personas y entidades por su destacada actuación a favor de los sectores agrario, pesquero y alimentario en cualquiera de sus manifestaciones. Esta recompensa se encuentra regulada por el real decreto 421/1987, de 27 de febrero, por el que se crea la Orden del Mérito Agrario, Pesquero y Alimentario. El real decreto se completa con la Orden del Ministerio de Agricultura, Pesca y Alimentación de 15 de abril de 1987 que establece su reglamento.
La Orden del Mérito Agrario, Pesquero y Alimentario posee medallas y placas, y se encuentra dividida en tres secciones: Mérito Agrario, mérito pesquero y mérito alimentario.

## Historia
Tiene sus antecedentes en la Orden Civil del Mérito Agrícola, que fue creada por real decreto el 3 de diciembre de 1905 y su reglamento aprobado el 9 de febrero de 1906.

## Descripción
Las medallas, concedidas por secciones, distinguen a personas físicas. La Medalla de la Orden del Mérito Agrario, Pesquero y Alimentario en cada una de sus tres secciones posee las siguientes categorías: 
- Gran Cruz (esta categoría puede entregarse para las tres secciones de forma conjunta). Lleva anexo el tratamiento de Excelencia.
- Encomienda de Número. Lleva anexo el tratamiento de Ilustrísima.
- Encomienda.
- Cruz de Oficial.
- Cruz.
- Medalla de Bronce.

Las placas, también otorgadas por secciones, que están destinadas a corporaciones, instituciones, personas jurídicas, organismos o entidades públicas o privadas. En el caso de las placas existe la posibilidad de entregarla para las tres secciones de forma conjunta. Tienen las siguientes modalidades: 
- Placa de Oro.
- Placa de Plata.
- Placa de Bronce.

## Desposesión de distinciones
El agraciado con cualesquiera de las categorías que haya sido sentenciado por la comisión de un delito doloso o pública y notoriamente haya incurrido en actos contrario a las razones determinantes de la concesión de la distinción podrá, en virtud de expediente iniciado de oficio o por denuncia motivada, y con intervención del Fiscal de la Real Orden, ser desposeído del título correspondiente a la distinción concedida, decisión que corresponde a quien la otorgó.